# Серфоджі II
Серфоджі II — магараджа Тханджавура. 

## Життєпис
Здобув гарну освіту. Володів англійською, французькою, голландською, грецькою та латинською мовами, а також маратхі, телугу і санксритом. Його правління перервалось 1798 року, коли на трон зійшов син Пратапсінгха Рамасвамі Амарасімха. Фактично був останнім самостійним правителем Тханджавура, хоч деякі історики вважають останнім магараджею його сина Шиваджі. Разом з тим, нащадки Серфоджі II дотепер мають титул спадкових магараджів Тханджавура.